# Planchonella contermina
Planchonella contermina là một loài thực vật có hoa trong họ Hồng xiêm. Loài này được Pierre ex Dubard miêu tả khoa học đầu tiên năm 1911.